# 12,8-cm-Flak 40
Die 12,8-cm-Flak 40 war die wichtigste deutsche Flugabwehrkanone der Wehrmacht im Zweiten Weltkrieg im Kaliber über 10 cm. Sie diente dem Schutz besonders wichtiger Anlagen gegen hochfliegende Bomber und wurde in Großstädten auf Flaktürmen eingesetzt. Insgesamt wurden 1129 Geschütze dieses Typs hergestellt.

## Entwicklung

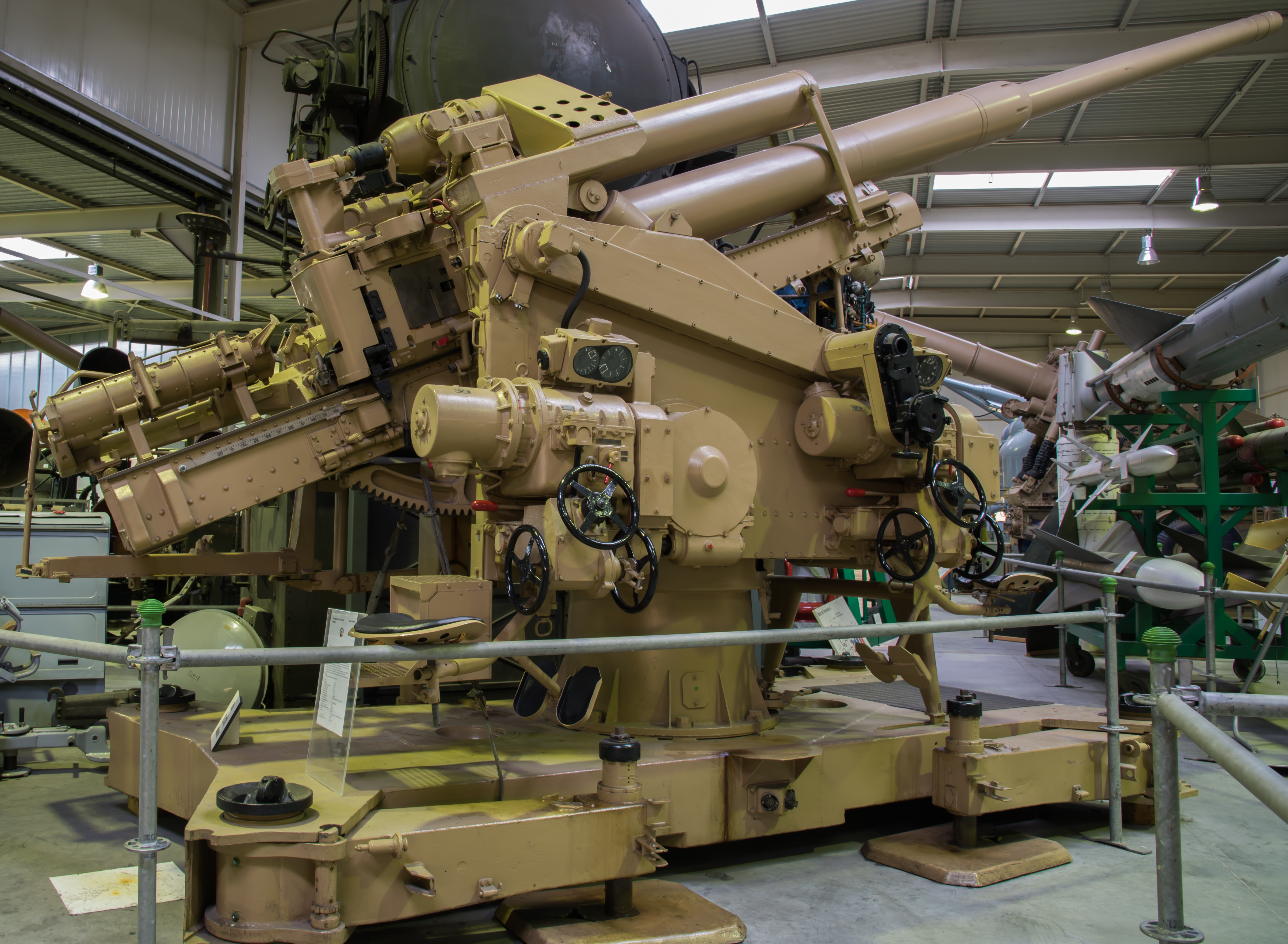
12,8-cm-Flak 40/1 in der Wehrtechnischen Studiensammlung Koblenz

Die deutsche Wehrmacht erkannte in der Wiederaufrüstungsphase der 1930er Jahre den kommenden Bedarf an leistungsfähigen Flugabwehrgeschützen. So wurde 1936 ein Entwicklungsauftrag an Rheinmetall-Borsig in Düsseldorf vergeben. Die auf Basis des Auftrags entwickelte Waffe erhielt die Bezeichnung GBH 63. Den ersten Schuss gab das Erprobungsgeschütz 1937 ab. Im Jahr 1938 entstanden mehrere Geschütze auf Kreuzlafette für eine weitere Erprobung. Ende 1938 wurde ein erster Auftrag über 100 Geschütze erteilt.

Konzeptionell basierte die Waffe auf der 10,5-cm-Flak 38. Da die Entwicklung 1940 abgeschlossen war, erhielt die GBH 63 dann 1940 die Bezeichnung 12,8-cm-Flak 40.

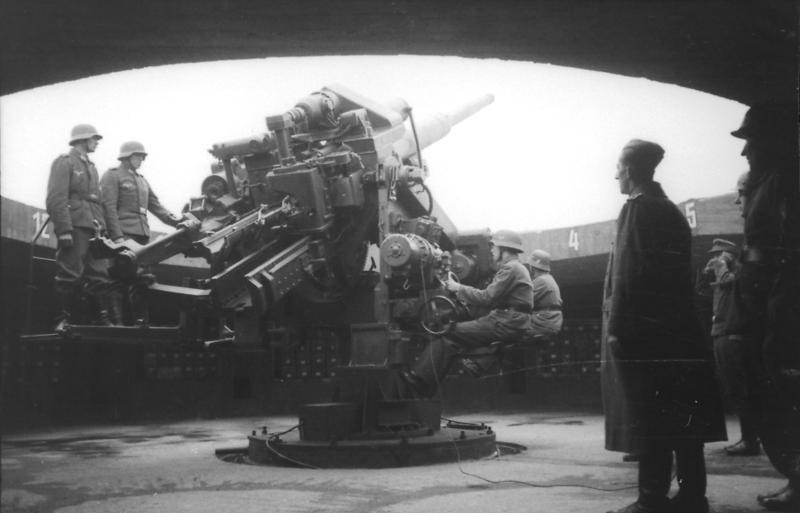
12,8-cm-Flak in einem Flakturm im Dritten Reich

## Geschichte
Die 12,8-cm-Flak 40 war das größte im Zweiten Weltkrieg eingesetzte deutsche Flugabwehrgeschütz. Beginnend 1941 wurden es bei den Flakdivisionen der Wehrmacht eingeführt. Offiziell erwähnt wird sie wohl erstmals im „Luftwaffen-Verordnungsblatt“ mit einer Verfügung vom 18. September 1941. Die Technische Luftwaffendienstvorschrift L.Dv.T. 1156 für das Geschütz datiert auf den 18. Mai 1943. Eine Vorschrift für die Munition wurde beim Heer am 23. Mai 1942 und am 11. Juli 1942 für die Luftwaffe herausgegeben.
Produziert wurde die Flak außer bei Rheinmetall auch bei der F. Krupp AG in Essen, den Škodawerken in Pilsen, der Hanomag in Hannover sowie der Oberschlesischen Gerätebau GmbH in Laurahütte.

## Einsatz
Die Einzelgeschütze und der 12,8-cm-Flak-Zwilling 40 waren die Hauptbewaffnung für den Einsatz auf den Flaktürmen einiger deutscher Großstädte und beispielsweise am Mitteldeutschen Flakgürtel. Der Bestand an 12,8-cm-Flak 40 erhöhte sich im Laufe des Krieges. Während im September 1942 erst 16 Flak einsatzbereit waren, vervielfachte sich der Bestand bis Januar 1945 auf 570 Flak. Insgesamt wurden 1129 Flugabwehrkanonen 12,8-cm-Flak 40 hergestellt. Im Jahr 1944 waren bei der deutschen Luftwaffe 6 mobile (Version 40/1), 242 ortsfeste (Version 40 oder 40/2) und 201 Geschütze als Eisenbahn-Flak (Version 40/4) im Einsatz. Diese verteilten sich am 1. September 1944 auf eine motorisierte schwere Flak-Batterie, drei verlegbare Batterien, vierundvierzig ortsfeste Batterien und 48 Eisenbahn-Batterien.
Die alliierten Bomberverbände der späteren Kriegsjahre überflogen bekannte Flak-Stellungen einfach nicht mehr. Deshalb wurde es nötig, dass auch die schwere Flak in der deutschen Luftverteidigung ihren Standort kurzfristig verlegen musste. Nach einer Verlegung sehr schnell die Feuerbereitschaft herzustellen, war bei der 12,8-cm-Flak indes nicht einfach möglich, da wegen des Gewichts Lafette und Rohr getrennt transportiert werden und in der neuen Stellung wieder zusammengebaut werden mussten. Deshalb wurden mit den zunehmenden Luftangriffen vermehrt Geschütze auf Eisenbahnwaggons lafettiert, um schneller verlegbar zu sein. Soweit viele der schweren Geschütze bei der Luftverteidigung in der Nähe von ständig bedrohten Zielen eingesetzt waren, fiel dieser Nachteil nicht ins Gewicht.
Generell wurde gezielt geschossen. Die Bestimmung von Geschwindigkeit und Höhe eines feindlichen Flugzeuges erfolgte bei guter Sicht über eine optische Entfernungsmessung (Triangulation). Bei Nacht wurden Flakscheinwerfer eingesetzt. Das mit dem Entfernungsmesser gekoppelte Kommandogerät (KDO), ein mechanischer Analogrechner, errechnete aus den erfassten Werten sowie dem Kurs der Maschine den Vorhalt und damit die Laufzeit des Geschosses. Im Kopf der Granate war ein von den Uhrenwerken Gebr. Thiel (→ Gerätebau GmbH) entwickeltes Uhrwerk (Typ ZtZ S/30) eingebaut, das nach einer einstellbaren Laufzeit von 1,5 bis 29,5 Sekunden die Granate zündete. Vor dem Abschuss war an jeder Granate die Verzögerungszeit in der Zünderstellmaschine einzustellen.
Später im Krieg war die Funkmesstechnik so weit entwickelt, dass die von z. B. einem Würzburg-Radargerät ermittelten Werte elektrisch auf das Kommandogerät übertragen und für die Feuerleitung übernommen werden konnten. Dies ermöglichte den Einsatz auch bei schlechten Sichtbedingungen. Die KDO konnte über vieladrige Signalkabel Batterien aus vier und mehr Flakgeschützen mit Höhen- und Seitenrichtwerten versorgen. Wenn keine entsprechenden Daten verfügbar waren, wurden Sektoren bestimmt, welche die Angreifer wahrscheinlich durchfliegen würden, und mit Sperrfeuer belegt.
Bis kurz vor dem Kriegsende hatten die Geschosse nur Zeitzünder. Es kam jedoch oft vor, dass eine Granate ein Flugzeug fast ohne Folgen durchschlug und erst weit dahinter explodierte. Durch die Einführung von zusätzlichen Aufschlagzündern (Doppelzünder, Dualzünder von Junghans), die trotz dringender Anforderung erst 1945 geliefert wurden, konnte die Abschussrate in etwa verdreifacht werden.
Bei Höhenangriffen, die ab 1944 durch die Alliierten geflogen wurden, stieß die schwere Flak 40 an ihre Grenzen.

## Varianten
Das ursprünglich von Rheinmetall entworfene Geschütz hatte eine Kreuzlafette. Das reguläre Geschütz 12,8-cm-Flak 40 war ein Geschütz auf Sockellafette. Dieses konnte auf feste Bettungen, auf die transportierbare Bettung 40 oder auf die Eisenbahnwagen Geschützwagen II montiert werden. Aufgrund des Gewichts und der Größe war die Waffe ausschließlich in zwei Lasten (Lafette und Rohr) transportierbar.

### 12,8-cm-Flak 40/1
Die 12,8-cm-Flak 40 wurde in 6 Exemplaren auf dem „Sonderanhänger 220“ montiert. Sonst ließ sie sich nur in zwei Teillasten transportieren, obgleich die Luftwaffe darauf hinwies, dass diese Art von Transport problematisch sei. Für den Feldtransport wurde ein vierachsiger Wagen benutzt. Die Lafette konnte einfach abgesenkt werden, dann wurde das Rohr installiert, und die Flak war feuerbereit. Innovativ – und schon bei der 10,5-cm-Flak 38 eingeführt – waren der Lademechanismus und die elektrische Richtanlage.

### 12,8-cm-Flak 40/2 Zwilling
Ortsfestes doppelläufiges Geschütz auf Sockellafette

### 12,8-cm-Flak 40/4
Als schwere Eisenbahn-Flak auf dem Eisenbahn Geschützwagen II montiert.

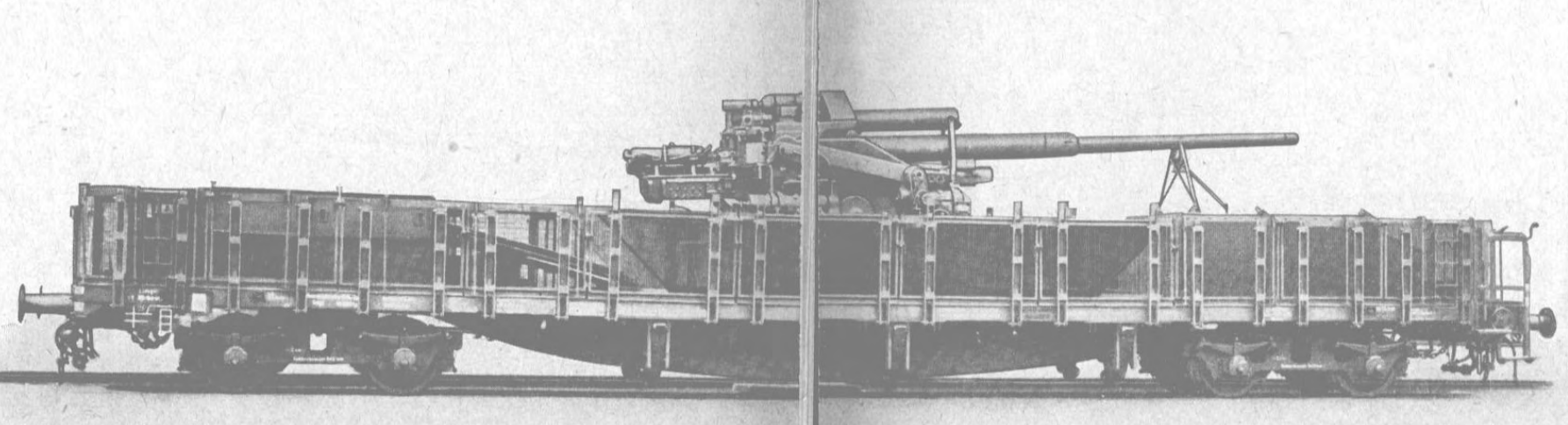
12,8 cm Flak 40 auf Geschützwagen II in Fahrstellung
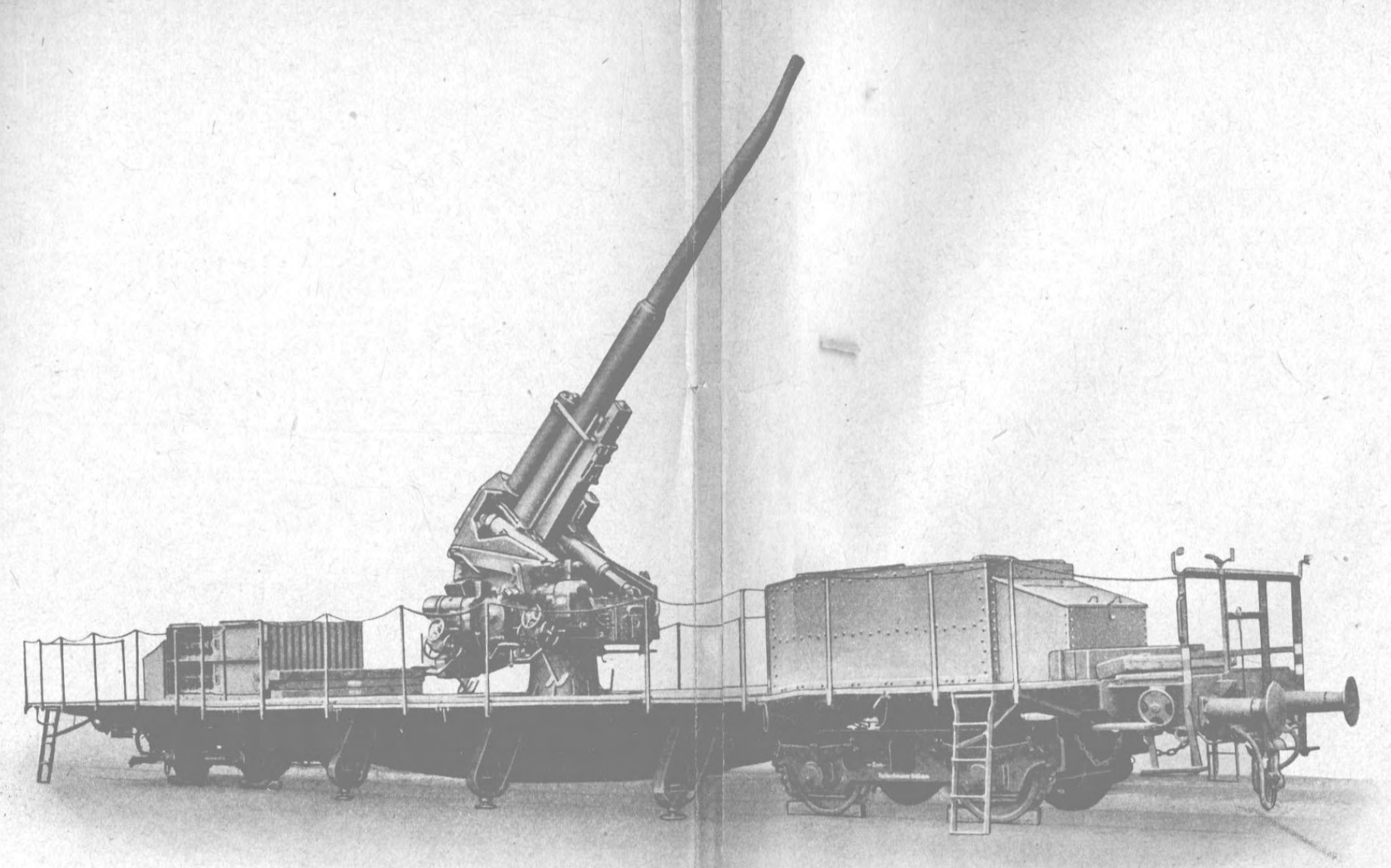
12,8 cm Flak 40 auf Geschützwagen II in Feuerstellung

### 12,8-cm-Flak 40/M
Ausführung für die Marine

### 12,8-cm-Sfl. L/61 Pz.Sfl.V
Für den Angriff auf Frankreich und die Bunkeranlagen der Maginotlinie suchte man nach möglichst starken Waffen für den direkten Beschuss. Ein Projekt, neben mehreren Lösungen für die 8,8-cm-Flak war es, die damals noch in Entwicklung befindliche 12,8-cm-Flak beweglich zu machen. Hierzu wurde diese auf zwei Panzerprototypen von Henschel montiert und mit einem leichten Panzerschutz versehen. Diese Panzerselbstfahrlafette wurde als „Sturer Emil“ bezeichnet.

## Weiterentwicklung
Das Auftauchen schwerer sowjetischer Panzertypen im Jahr 1941 war nicht völlig unerwartet. Dennoch war man letztlich auf die schwergepanzerten Typen nicht wirklich vorbereitet. Der Einsatz der Panzerselbstfahrlafette V hatte gezeigt, dass mit der Geschosswirkung der 12,8-cm-Kanone auch diese Typen bekämpft werden konnten. Die noch schwereren sowjetischen Panzer, die man nun erwartete, führten zum Panzerprojekt Maus und letztlich zum Jagdpanzer VI Jagdtiger. Dieser erhielt mit der 12,8-cm-Pak 80 eine über verschiedene Stufen weiterentwickelte Waffe, die aus der 12,8-cm-Flak 40 hervorging.

## Technische Daten
- Kaliber: 128 mm
- Rohrlänge: 7835 mm
- Höhenrichtbereich: −3° bis +87°
- Seitenrichtbereich: unbegrenzt
- maximale Einsatzschusshöhe: 10.675 m
- maximale Schusshöhe: 14.800 m
- Schussweite: 20.900 m
- Zerlegergrenze: 12.800 m
- Feuergeschwindigkeit: 11 Schuss/min
- Gewicht Fahrstellung: 27.000 kg
- Gewicht Feuerstellung: 18.000 kg
- Mündungsgeschwindigkeit Sprenggranate: 880 m/s
- Mündungsgeschwindigkeit Panzergranate: 860 m/s
- Gewicht Sprenggranatpatrone: 47,7 kg
- Gewicht Sprenggranate: 26 kg
- Gewicht Panzersprenggranatpatrone: 46,5 kg
- Gewicht Panzersprenggranate: 26,6 kg